# Xanthocyparis vietnamensis
Xanthocyparis vietnamensis, el ciprés dorado vietnamita, es una especie arbórea de conífera de la familia de las cupresáceas.

## Distribución
El ciprés dorado vietnamita es endémico de Vietnam, encontrándose solo en las montañas de caliza kárstica de la provincia de Hà Giang en el norte del país.

## Taxonomía
Fue descubierto por primera vez por científicos occidentales en octubre de 1999 y fue descrita poco tiempo después como una nueva especie dentro de un nuevo género, llamada Xanthocyparis vietnamensis, especie relacionada estrechamente con el ciprés de Nootka (Xanthocyparis nootkatensis), que también fue trasladada a este nuevo género en 2011, ya que Little et al (2004) señaló que un nombre de género anterior (Calliptropsis) le había sido dado al ciprés de Nootka pero fue trasladado finalmente al nuevo género Xanthocyparis.

## Conservación
Xanthocyparis vietnamensis es considerada una especie amenazada debido a que al momento de su descubrimiento solo contaba con 560 individuos en tan solo 10 km² de hábitat.